# عباس سعد
عباس سعد (انگلیسی: Abbas Saad؛ زادهٔ ۱ دسامبر ۱۹۶۷) بازیکن فوتبال لبنانی‌تبار اهل استرالیا است.
از باشگاه‌هایی که در آن بازی کرده‌است می‌توان به باشگاه ورزشی السد اشاره کرد.
وی همچنین در تیم ملی فوتبال تیم ملی فوتبال استرالیا بازی کرده‌است.